# Boscarla de Forster
La boscarla de Forster (Acrocephalus musae) és un ocell extint de la família dels acrocefàlids (Acrocephalidae) que habitava les illes orientals de l'arxipèlag de la Societat.

## Taxonomia
Considerat antany una subespècie de la boscarla de Tahití (Acrocephalus caffer), avui és considerada una espècie de ple dret.